# Stojtscho Stoilow
Stojcho Stoilow (bulgarisch Стойчо Стоилов; * 15. Oktober 1971 in Blagoewgrad) ist ein ehemaliger bulgarischer Fußballspieler.

## Karriere

### Verein
Stoilow begann seine Karriere in seinem Geburtsort bei Pirin Blagoewgrad. Über ZSKA Sofia und Litex Lowetsch kam der bulgarische Nationalspieler 1999 für 900 000 Mark zum 1. FC Nürnberg.
Der offensive Mittelfeldakteur absolvierte von 1999 bis 2002 64 Erst- und Zweitligaspiele für den 1. FC Nürnberg und erzielte dabei acht Tore. Zum Saisonende wurde sein Vertrag „in beiderseitigem Einvernehmen“ aufgelöst. Wenig später kehrte er nach Bulgarien zu Litex Lowetsch zurück. Dort übernahm Stoilow nach seinem Karriereende den Posten des Sportdirektors.

### Nationalmannschaft
Er war im Kader Bulgariens während der Fußball-Weltmeisterschaft 1998 in Frankreich, kam aber nicht zum Einsatz.

## Erfolge
- Bulgarischer Meister: 1992, 1998, 1999

## Sonstiges
In die Schlagzeilen geriet der Spieler, der bis dahin allen unter dem Namen Stoikos Stoilas bekannt war, als er wegen Urkundenfälschung zu einer Geldstrafe in Höhe von 70.000 Euro sowie zu einer achtmonatigen Haftstrafe verurteilt wurde, deren Vollstreckung zur Bewährung ausgesetzt wurde, womit Stoilow als vorbestraft gilt. Allerdings muss man den Bulgaren in dieser Sache in Schutz nehmen, denn die griechische Staatsbürgerschaft wurde ihm von seinem damaligen Verein Litex Lowetsch aufgezwungen, damit man für ihn als EU-Bürger eine höhere Ablösesumme hatte einstreichen können.